# Joshua Tree, 1951: A Portrait of James Dean
Joshua Tree, 1951: A Portrait of James Dean (também conhecido como A Portrait of James Dean: Joshua Tree, 1951) é um filme de drama independente americano de 2012 escrito e dirigido por Matthew Mishory, em sua estreia no cinema. É estrelado por James Preston, Dan Glenn, Erin Daniels, Clare Grant, Rafael Morais e Edgar Morais. O filme é um retrato de James Dean pré-fama e suas tendências bissexuais. O filme teve sua estreia mundial no Festival Internacional de Cinema de Seattle em 24 de maio de 2012 e teve exibições adicionais como seleção oficial no Transilvania International Film Festival, Rio de Janeiro International Film Festival, Outfest: The Los Angeles Gay & Lesbian Film Festival e Frameline Film Festival. Teve um lançamento limitado nos cinemas em 12 de dezembro de 2012 e foi lançado em DVD em 4 de junho de 2013.

## Sinopse
O filme se concentra no período de 1950 a 1951, pouco antes de Dean partir para Nova Iorque, onde é descoberto por Elia Kazan como ator de teatro. O filme começa com Dean fazendo uma viagem para Joshua Tree, acompanhado pelo nunca nomeado 'Colega de quarto', com quem ele está sexualmente envolvido, e Violet, uma atriz lutadora que costuma dar conselhos a Dean. O filme retrata Dean fazendo sexo com homens e mulheres, e também com executivos de estúdios de cinema.

## Elenco
- James Preston como James Dean
- Dan Glenn como o colega de quarto
- Dalilah Rain como Violet
- Erin Daniels como a mãe da colega de quarto
- Clare Grant como Beverly
- Rafael Morais como Johny
- Edward Singletary como Roger
- Darri Ingólfsson como James DeWeerd
- Edgar Morais como Franco
- Christopher Higgins como Arthur Rimbaud
- Jay Donnell como Preston
- Clint Catalyst como Johnny, o Bartender
- Jeff Harnar como o cantor da boate